# Ogcodes tasmannicus
Ogcodes tasmannicus är en tvåvingeart som beskrevs av John Obadiah Westwood 1876. Ogcodes tasmannicus ingår i släktet Ogcodes och familjen kulflugor. Inga underarter finns listade i Catalogue of Life.